# Thunderbolts
Thunderbolts é um grupo de super-heróis fictícios da Marvel Comics, formado originalmente pelos super-vilões conhecidos como Mestres do Terror, ao resolverem se passar por um grupo de super-heróis quando Os Vingadores e outros heróis desapareceram, após a saga Massacre.

## Histórico
Os Thunderbolts apareceram pela primeira vez em The Incredible Hulk (vol. 2) #449 (janeiro de 1997) e foram criados por Kurt Busiek e Mark Bagley.
Os Thunderbolts foram apresentados pela primeira vez, tanto aos leitores quanto ao Universo Marvel, como um grupo de figuras superpoderosas que se tornaram heróis para ajudar a proteger o mundo quando os Vingadores foram declarados mortos após os eventos do crossover "Massacre" (Onslaught no original) de 1996. A página final da primeira edição da revista em quadrinhos Thunderbolts, no entanto, revelou que os Thunderbolts eram na verdade os Mestres do Terror disfarçados, uma reviravolta surpresa cuidadosamente guardada pela Marvel.
Nas histórias subsequentes, o grupo rejeita seu líder, Barão Helmut Zemo, e tenta se tornar heróis por direito próprio, eventualmente sob a liderança do vingador Gavião Arqueiro.
Apesar da aclamação da crítica, o gibi foi reformatado com Thunderbolts #76 (março de 2003), removendo todo o elenco e equipe criativa e substituindo-os por um novo conjunto de personagens, juntamente com um novo roteirista, John Arcudi.
Os Thunderbolts também aparecem no enredo do Homem-Aranha "New Ways to Die", que é o primeiro confronto adequado entre ele e a equipe.
A equipe Heroic Age estreou em Thunderbolts #144.
A revista em quadrinhos Thunderbolts foi renomeada Dark Avengers começando com a edição #175. Dark Avengers terminou com a edição #190.[14]
Como parte do Marvel NOW!, uma nova série Thunderbolts foi lançada apresentando uma nova equipe composta por Hulk Vermelho, Deadpool, Elektra, Venom e Justiceiro. Esta série terminou em outubro de 2014 com a edição 32.
Em julho de 2023, uma nova série Thunderbolts foi anunciada e a nova formação da equipe será liderada pelo Soldado Invernal e pela Condessa Valentina Allegra de Fontaine e consistirá em super-heróis com temática de espionagem, incluindo Viúva Negra, Sharon Carter, Viúva Branca, Guardião Vermelho,  Agente Americano e Shang-Chi.

## Formação Original
Querendo dar um golpe ao se passar por heróis, Barão Zemo transformou seu grupo de Mestres do Terror nos Thunderbolts, disfarçando-os sob novos codinomes e roupas: Meteorita (Rocha Lunar), MACH-IV (Besouro), Soprano
(Colombina), Atlas (Golias), e Tecno (Armador). À formação inicial logo se juntou Choque, uma idealista heroína iniciante, que desconhecia os verdadeiros propósitos de seus companheiros. A garota era tolerada por Zemo apenas como uma ferramenta para promover o grupo, mas os outros membros, com exceção de Tecno, se afeiçoaram à garota e a seu idealismo. Após ter estabelecido o grupo como heróis adorados, Zemo lançou sua campanha de dominação mundial, mas foi detido pelos Vingadores, o Quarteto Fantástico e a maioria de seus colegas Thunderbolts, que haviam desistido dos propósitos de Zemo. Zemo fugiu com Tecno, enquanto o resto do grupo começou uma nova vida como fugitivos, tentando provar seu heroísmo ao mesmo tempo que evitavam ser capturados.

### Nova liderança e objetivos
O super-herói Gavião Arqueiro assumiu a liderança do grupo,  ampliando suas capacidades e sua moral. Ele convenceu Abe Jenkins, único assassino conhecido e comprovado entre os Thunderbolts, a ir para a prisão para ampliar a credibilidade do grupo. Ele recrutou o antigo inimigo Fornalha e ajudou o grupo a derrotar Manto Rubro e seus novos Mestres do Terror, tomando a base dos criminosos no Monte Charteris como quartel-general do grupo. O inventor mutante Ogro, zelador da base começa a fornecer apoio tecnológico ao grupo, até ser aprisionado por Tecno, que se fez passar por ele.
Em uma trama orquestrada por Henry Peter Gyrich, enquanto este era manipulado por Barão von Strucker. Enquanto isso, Atlas, Choque e o Barão Zemo foram aparentemente assassinados pelo Carrasco do Submundo, mas Tecno sacrificou sua vida para ressuscitar Choque. Ogro abandonou a equipe, enquanto o Gavião Arqueiro foi expulso ao descobrirem que ele não tinha autorização para agir ao lado do grupo e conceder a anistia que havia prometido. Barton consertou as coisas ao ajudá-los na vitória contra a conspiração de Gyrich e obter a anistia para seus companheiros em troca de manter o segredo sobre a participação do governo na trama, mas foi preso por sua atuação ilegal como justiceiro junto à equipe.

### Os Redentores
Os termos da anistia dos Thunderbolts os impediam de usar suas identidades e poderes em público e como Choque e Fornalha eram menores, foram afiliados aos Redentores, uma equipe mantida pelo governo, composta por Armador, Grito, e novas encarnações do Besouro (Leila Davis), Meteorita (Valerie Bernhardt) e Contrabandista (Conrad Josten). O próprio Capitão América liderou o grupo por pouco tempo, até ser substituído pelo novo Cidadão V (John Watkins III), que estava possuído, em segredo, pela consciência de Zemo.
Após o massacre da maior parte dos Redentores pelo Graviton, o vilão e seus aliados alienígenas são derrotados através da combinação dos esforços de Cidadão V, Armador, Choque, Rocha Lunar, Soprano, Atlas (partilhando o corpo de Dallas Riordan), e Mach-3, o novo codinome de Abe Jenkins. Aparentemente mortos na explosão, quase todos foram enviados para a Contraterra. Reunidos pelo ressuscitado Zemo, os Thunderbolts trabalharam em prol da paz e prosperidade do planeta devastado.

### Renascimento
Na Terra, o Gavião Arqueiro, após fugir da prisão, juntou-se a Soprano numa missão secreta extra-oficial da S.H.I.E.L.D, em busca de uma arma desenvolvida por Justin Hammer. Na missão, eles se uniram a Amazona, Ciclone, Harrier, Novelo e Urze Negro, e juntos destruíram a arma de Hammer e detiveram os novos Mestres do Terror de Manto Rubro.
Após algum tempo, as duas equipes se uniram contra um vácuo que ameaçava a ambos os planetas. Após deter a ameaça, quase todos os Thunderbolts se reuníram na Terra, exceto por Choque, que ficou para liderar os Jovens Aliados, maior equipe da Contraterra. Ciclone foi entregue às autoridades, enquanto Harrier e Mach-3 se entregaram para cumprir a pena por seus crimes do passado. Amazona e Novelo retornaram a suas antigas vidas como criminosas. A equipe teve a adição de Vantagem, alter-ego de Dallas Riordan, enquanto Atlas recuperou sua forma física em sua volta à Terra. O Gavião Arqueiro, convencido por Rocha Lunar, abandonou a equipe, dando a eles uma nova chance de provar seu valor sem sua presença, deixando a Soprano o dever de mantê-lo informado.

### Vingadores vs. Thunderbolts
Zemo começou, junto aos Thunderbolts uma tentativa de absorver todas as formas transnormais de energia no planeta, o que deixaria vários super-heróis e vilões sem poderes, com a premissa de tornar o mundo um lugar mais seguro. Desconfiado das intenções dos Thunderbolts, o Homem de Ferro, disfarçado como Homem de Cobalto se infiltrou na equipe. Os Vingadores os enfrentarem, e no final, todo a energia acumulada foi absorvida por Rocha Lunar, o que acelerou o processo de enlouquecimento causado pela posse das duas rochas lunares. Como resultado, o Gavião Arqueiro teve que lobotomizá-la para impedir que seu surto destruísse o planeta. Zemo, com o rosto queimado após salvar a vida do Capitão América durante o confronto, fugiu com as duas rochas lunares, jurando vingança pelo modo em que Rocha Lunar foi destruída.

## Os Novos Thunderbolts
Depois de muito tempo, e com a ajuda do Barão Strucker, Abe (o antigo Besouro), decidiu juntar um grupo de vilões reformados e formar os Novos Thunderbolts. O grupo era composto por ele, como Mach-IV além de:
- Atlas
- Soprano
- Nevasca,
- Homem Radioativo
- Corisco,
- Joystick,
- Fóton
- Espadachim, como membro honorário

Um dos seus maiores feitos foi segurar um prédio que estava prestes a desabar após o combate com o Grande Jogo.

### A volta de Zemo
Quando os Thunderbolts se encontravam em uma péssima situação, com Genis, o Fóton, perdendo o controle de sua Consciência Cósmica e prestes a acabar com a Terra (sem querer), ressurge o Barão Zemo, ex-lider dos Thunderbolts e que sempre manipulava o grupo. Ele estava agora de posse dos cristais de Rocha Lunar e mostrou que Fóton deveria ser morto.
Após essas aterradoras descobertas, o grupo de Zemo e os Thunderbolts (liderados por Soprano após a saída de Mach-IV) se enfrentaram numa batalha de proporções épicas. Assim, Zemo consegue vencer, destruindo Fóton e mesclando as duas equipes. Mas o que poucos sabiam era que Zemo e Melissa já haviam se encontrado antes da formação dos Novos Thunderbolts, e que também eram amantes.

## Guerra Civil
Durante a Guerra Civil, Zemo recebeu a visita, já aguardada por ele, de Tony Stark. Tony disse que os Thunderbolts iriam cuidar de rebeldes e vilões, e que ele tinha um novo propósito para os Thunderbolts. Agora, o grupo de Zemo seria composto por novos recrutas.
Primeiramente, Stark e Zemo colocaram na equipe:
- Mac Gargan, como Venom
- Soprano
- Polichinelo
- Lady Letal
- Treinador
- Mercenário

Polichinelo e Halloween foram atrás do agora fugitivo: Homem-Aranha, mas foram mortos pelo Justiceiro. Para suprir essas mortes entraram:
- Homem Radioativo
- Doutor Octopus

### Pós Guerra-Civil
Após a Guerra Civil,  Norman Osborn foi nomeado líder dos Thunderbolts, que passaram a atuar na captura de qualquer super-humano não registrado dos Estados Unidos. Essa equipe tinha carta-branca do governo e agia com extrema violência para obrigar qualquer super-humano a se registrar ou então prendê-lo. A equipe que passou a agir foi:
- Norman Osborn
- Espadachim
- Homem Radioativo
- Mercenário
- Rocha Lunar
- Soprano
- Suplício
- Mac Gargan, como Venom

## Reinado Sombrio
Após seu ato de heroísmo, quando matou a Rainha Skrull e pôs fim a Invasão Secreta Norman Osborn, nomeado chefe da M.A.R.T.E.L.O (agência que substituiu a SHIELD), criou uma nova equipe de Thunderbolts, que trabalhava em segredo pra ele, fazendo serviços sujos e cometendo ações criminosas (em sua maioria planejadas pelo próprio Norman). Esta é equipe foi formada por:
- Yelena Belova, a segunda Viúva Negra (que na verdade era a primeira, Natasha Romanoff, disfarçada)[16]
- Carrasco
- Fantasma
- Eric O'Grady, o terceiro Homem-Formiga
- Paladino

## Atual Formação: Era Heroica
Após o Reinado Sombrio e a Essência do Medo de Norman Osborn, iniciou-se uma nova "Era Heroica" na Marvel, onde antigos grupos foram reformulados, dentre eles os Thunderbolts, que foram reunidos novamente por Thunderbolt Ross, o Hulk Vermelho, convocando um grupo de anti-heróis para cumprirem missões muito sujas pra qualquer outro grupo. Com belos objetivos, mas métodos pouco heroicos, os convocados para a nova formação foram:
- Hulk Vermelho, o Líder
- Deadpool
- Elektra
- Flash Thompson, O Agente Venom
- Justiceiro
- Motoqueiro Fantasma
- Cavaleiro da Lua

## Em outras mídias
- A animação Ultimate Spider-Man: Web Warriors incluiu uma variante dos Thunderbolts de Norman Osborn, com o Duende Verde criando um grupo de superpoderosos com Treinador, Manto e Adaga e Abutre que é mandado para atacar um aeroporta-aviões da S.H.I.E.L.D.[17]
- Avengers Assemble teve dois episódios com a formação original dos Thunderbolts lideradas pelo Barão Zemo.
- No curta animado Marvel Rising: Batalha das Bandas, Melissa Gold lidera uma banda chamada "Colombina e os Thunderbolts", com os músicos sendo sósias de Rocha Lunar, Atlas e Choque.
- O Universo Cinematográfico Marvel tem um filme dos Thunderbolts marcado para 2025. Liderados pela Condessa Valentina, a formação é de Yelena Belova, Soldado Invernal, Guardião Vermelho, Fantasma, Treinador e Agente Americano.[18]